# Sissala Oriental

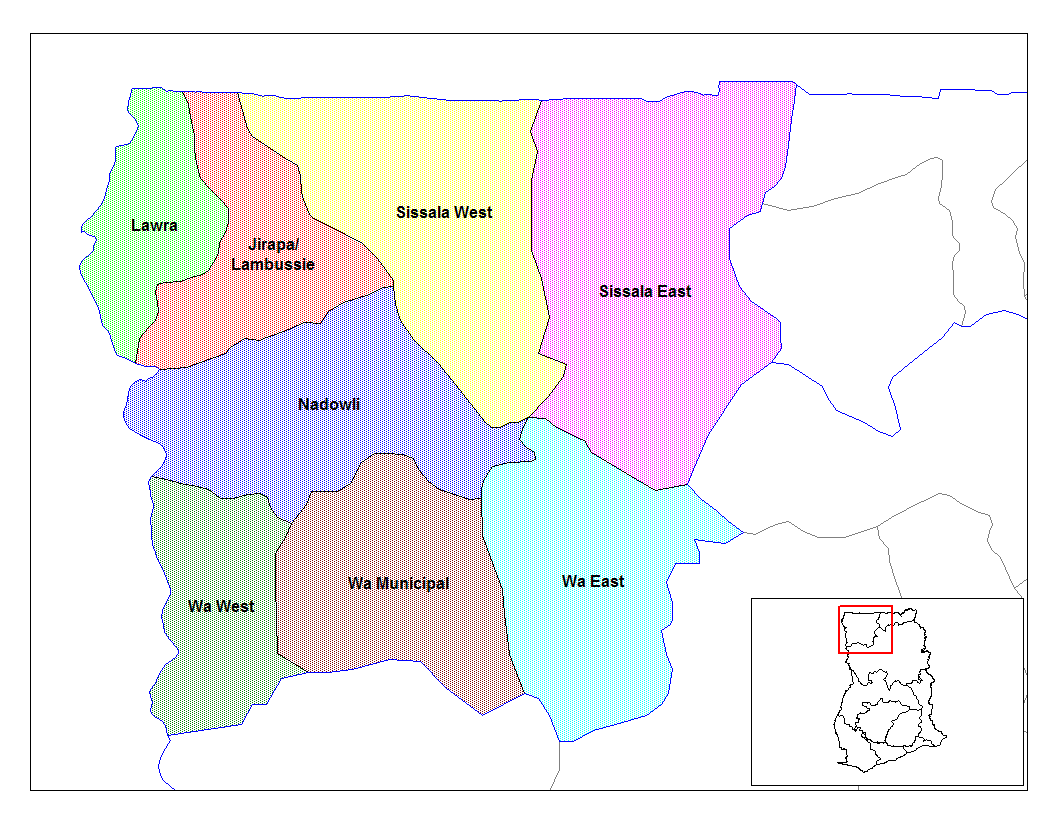
Distritos do Alto Ocidental

O Distrito de Sissala Oriental é um dos oito distritos localizado no Alto Ocidental, uma das Regiões do Gana.